# Marong
Marong – miasto w Australii, w stanie Wiktoria.